# Tara, Saga
Tara (japanska: 太良町?, Tara-chō) är en landskommun (köping) i Saga prefektur i Japan. 